# Нін (річка)
Нін (англ. Nene, вимова за МФА: [nɛn] чи [niːn]) — десята за довжиною річка Великої Британії. Належить до басейну Північного моря. Впадає у затоку Вош. Річка має довжину близько 169 км (105 миль), близько 6 км (3,7 милі) з яких утворює кордон між Кембриджширом і Норфолком. Судноплавна на 142 км (88 милях) від Нортгемптона до Воша.

## Географія

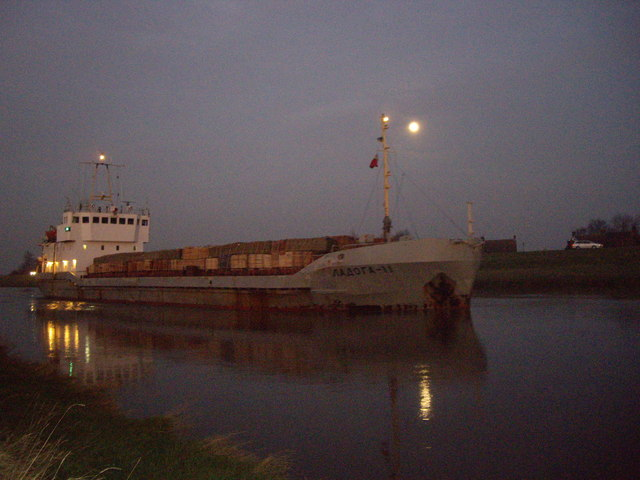
Вантажне судно на річці Нін
(село Саттон-Брідж)

Річка Нін бере свій початок із трьох джерелах, поблизу невеликої гори Арбурі-Гілл (225 м), на західній околиці села Бадбі, за 4 км на південний захід від міста Давентрі (графство Нортгемптоншир). Тече в східному напрямку, а після міста Нортгемптон повертає на північний схід, протікає територіями графств Нортгемптоншир, Кембриджшир, Лінкольншир та Норфолк (Англія) і поблизу села Гейс-Хед впадає у затоку Вош, Північного моря. Від витоку до міста Нортгемптон, на відрізку 27 км, падіння річки становить 91 м. Протягом решти свого шляху, падіння  становить — 61 м. Річка завдовжки 161 кілометр, площа басейну —  1 630 км², середньорічний стік 9,3 м³/с. Судноплавна на відрізку в 142 км, від гирла до міста Нортгемптон. На річці збереглося кілька робочих шлюзів.

## Притоки
Річка приймає кілька невеликих приток, в основному лівих. Найбільша із них, ліва притока Ісе.

## Населенні пункти
На річці розташовано кілька містечок і міст, найбільші із них (від витоку до гирла): Відон-Бек, Нортгемптон, Веллінгборо, Рашден, Гайєм-Феррес, Ертлінгборо, Трапстен, Аундл, Пітерборо, Вітлсі, Вісбейч, Саттон-Брідж.

## Галерея

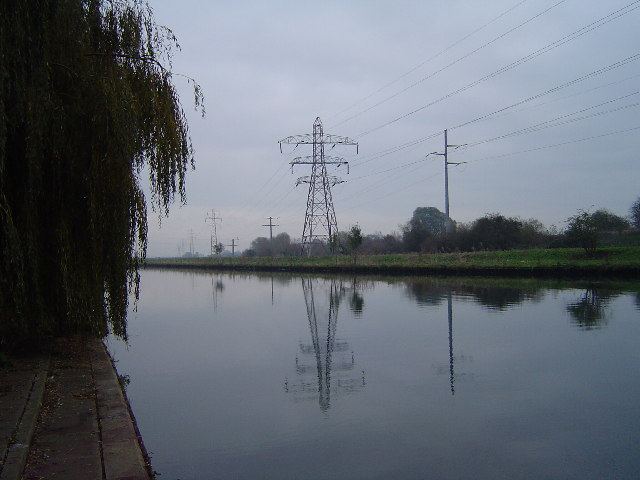
Річки Нін.  набережна в Пітерборо
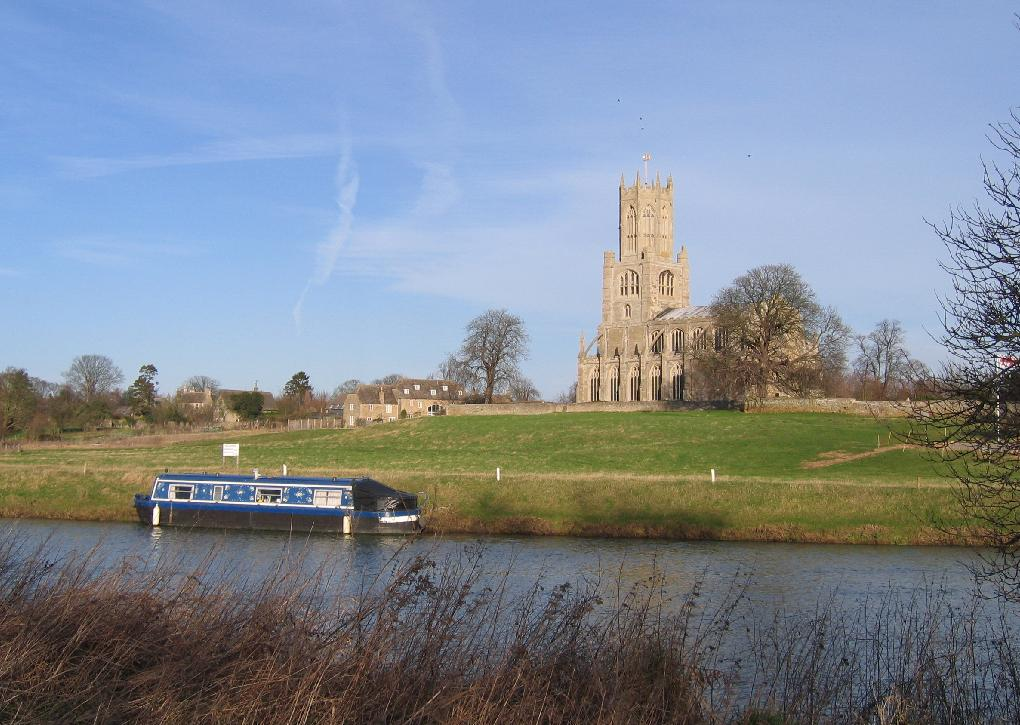
Церква Св. Марії та всіх святих у селі Фотерінгей
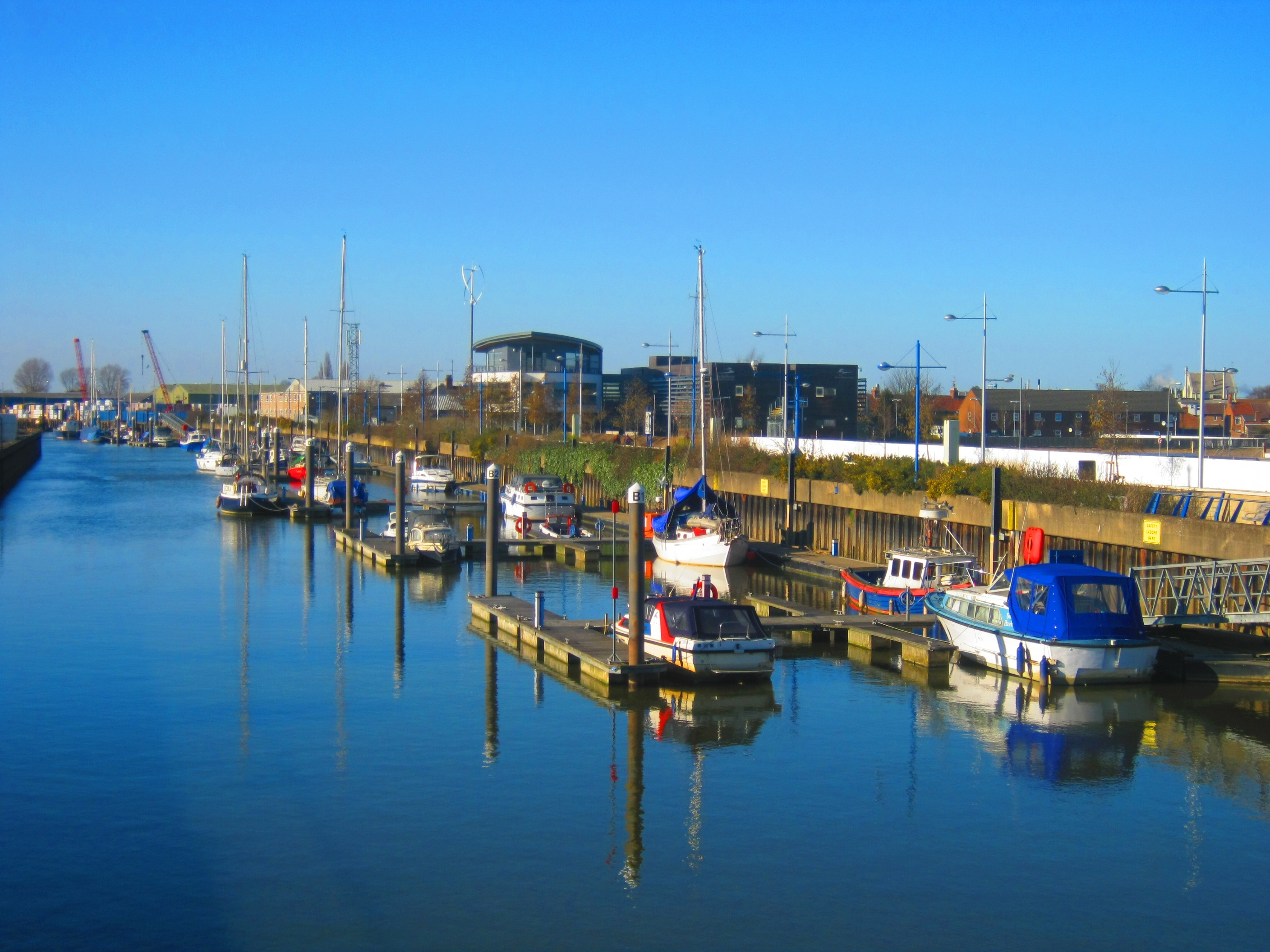
Річка Нін. Порт і бізнес-центр у Вісбейчі
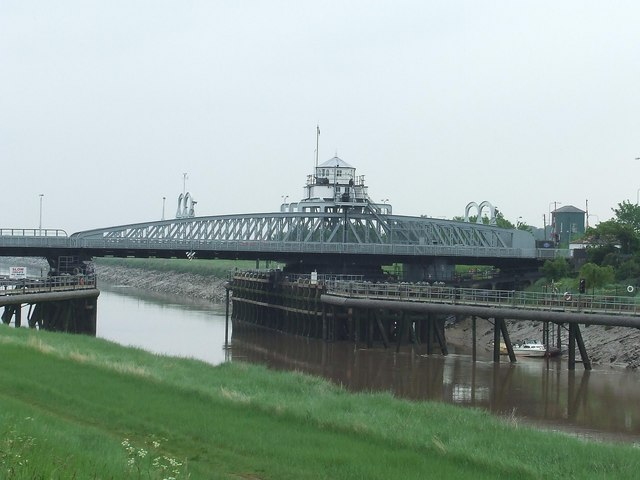
Міст в Саттон-Брідж